# Interstate 15
A 15-ös Interstate-autópálya az Egyesült Államok negyedik leghosszabb észak–dél irányú autópályája. Hossza nem sokkal több mint 2300 kilométer. Útvonala során 6 államot érint.
Ez az autópálya a Kalifornia állambéli San Diego városából indul, és a montanai Sweetgrassig, azaz a kanadai határig tart.

## Leírás

### Nyomvonala

#### Államok

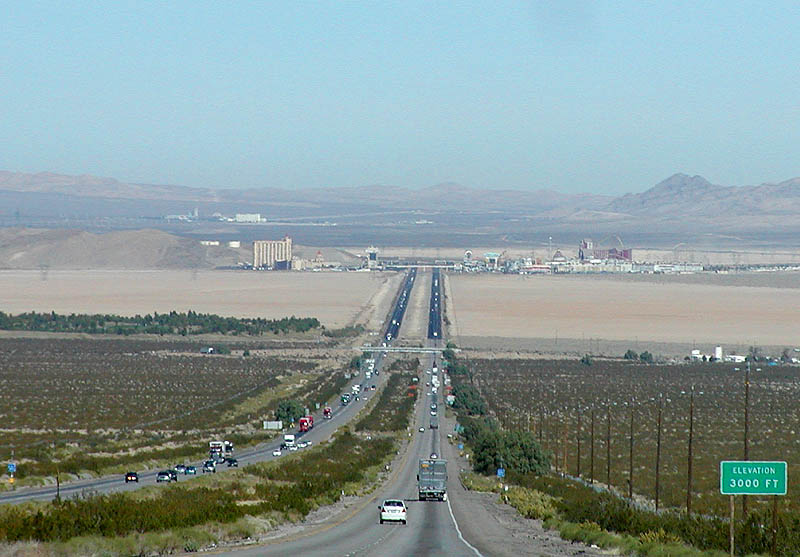
I-15 leereszkedik a kaliforniai Ivanpah völgybe. A távoli hegyek mögött Las Vegas fekszik.

- Kalifornia
- Nevada
- Arizona
- Utah
- Idaho
- Montana

#### Városok
- San Diego, Kalifornia
- Corona, Kalifornia
- Barstow, Kalifornia
- Las Vegas, Nevada
- Salt Lake City, Utah
- Great Falls, Montana
- Sweetgrass, Montana
- USA - Kanada határ

#### Fontosabb kereszteződések más autópályákkal

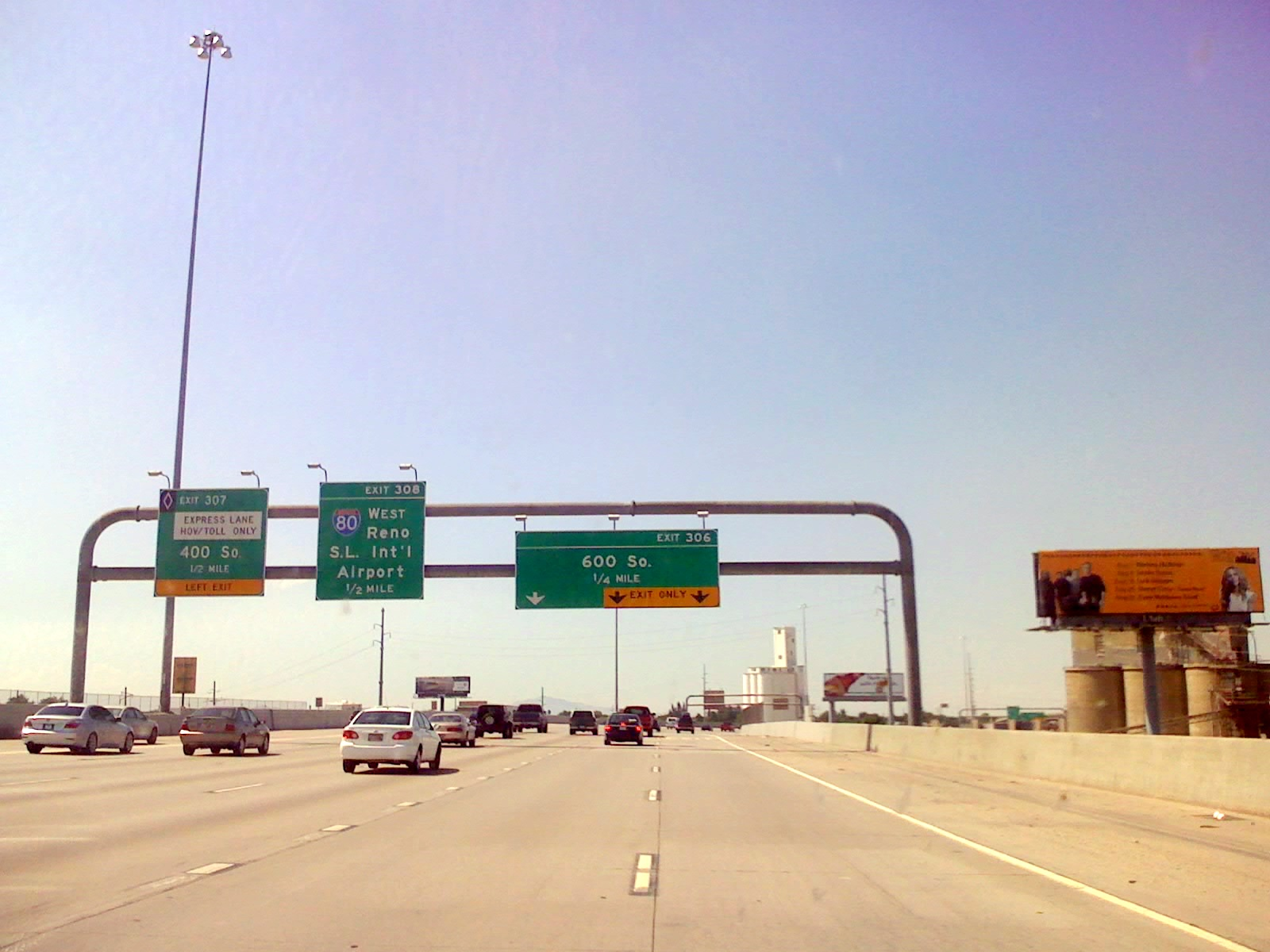
I-15 Salt Lake Cityben

- Interstate 8 - San Diego, Kalifornia
- Interstate 10 - Ontario, Kalifornia
- Interstate 40 - Barstow, Kalifornia
- Interstate 70 - Cove Fort, Utah
- Interstate 80 - Salt Lake City, Utah
- Interstate 84W - Ogden, Utah
- Interstate 86W - Pocatello, Idaho
- Interstate 90 - Butte, Montana

## Fordítás
- Ez a szócikk részben vagy egészben  az   Interstate 15 című angol Wikipédia-szócikk fordításán alapul.  Az eredeti cikk szerkesztőit annak laptörténete sorolja fel. Ez a jelzés csupán a megfogalmazás eredetét és a szerzői jogokat jelzi, nem szolgál a cikkben szereplő információk forrásmegjelöléseként.